# Apresentação cefálica
Em obstetrícia, a apresentação cefálica ou apresentação de cabeça ou apresentação cefálica de cabeça para baixo é uma situação no parto em que o feto está em um eixo longitudinal e a cabeça entra primeiro na pelve; a forma mais comum de apresentação cefálica é a apresentação vértice, em que o occipício é a parte de apresentação (a parte que entra primeiro no canal de parto). Todas as outras apresentações são anormais (apresentação anômala) e são mais difíceis de se conduzir ou não passíveis de parto natural.

## Insinuação
O movimento do feto para a apresentação cefálica é chamado de insinuação da cabeça. Ocorre no terceiro trimestre. Na insinuação, a cabeça fetal desce para a cavidade pélvica de modo que apenas uma pequena parte (ou nenhuma) dela pode ser sentida abdominalmente. O períneo e o colo do útero ficam mais achatados e a cabeça pode ser palpada pela via vaginal. A insinuação é conhecida coloquialmente como queda do bebê, e na medicina natural como alívio (lightening) por causa da liberação da pressão no abdome superior e renovada facilidade de respiração. No entanto, reduz severamente a capacidade da bexiga, resultando em necessidade de urinar com mais frequência.

## Classificação
Na apresentação vértice, a cabeça está em flexão e o occipício é a parte de apresentação. Esta é a configuração mais comum, observada em 95% das gestações únicas a termo. Se a cabeça está estendida, a face torna-se a parte de apresentação. As apresentações de face correspondem a menos de 1% a termo. Na apresentação sincipital, a grande fontanela é a parte de apresentação; com a progressão do trabalho de parto a cabeça pode flexionar ou estender mais, de modo que ao final essa apresentação leva a uma apresentação vértice ou de face. Na apresentação de testa, a cabeça está levemente estendida, mas menos que na apresentação de face. A apresentação de mento é uma variante da apresentação de face com extensão máxima da cabeça.
As apresentações não cefálicas são a apresentação pélvica (3,5%) e a apresentação de ombro (0,5%).

### Apresentação vértice
O vértice é a área do crânio delimitada anteriormente pela fontanela anterior e pela sutura coronal, posteriormente pela fontanela posterior e pela sutura lambdoide e lateralmente por duas linhas passando pelas eminências parietais.
Na apresentação vértice, o occipício geralmente é anterior e, assim, está em posição ótima para negociar a curva pélvica por extensão da cabeça. Na posição occipício-posterior, o trabalho de parto torna-se prolongado, e mais intervenções operatórias são necessárias. A prevalência de occipício-posterior persistente é de 4,7%.
As apresentações vértice são ainda classificadas de acordo com a posição do occipício, seja à direita, esquerda ou transversa e anterior ou posterior:
- Esquerdo Occipício-Anterior (LOA), Esquerdo Occipício-Posterior (LOP), Esquerdo Occipício-Transverso (LOT)
- Direito Occipício-Anterior (ROA), Direito Occipício-Posterior (ROP), Direito Occipício-Transverso (ROT)

|  |  |  |
|  |  |  |
|  |  |  |

A posição occipício-anterior é ideal para o parto; significa que o bebê está alinhado para atravessar a pelve da forma mais fácil possível. O bebê está com a cabeça para baixo, voltado para a coluna, com as costas anteriores. Nessa posição, o queixo do bebê está inclinado para o peito, de modo que a menor parte da cabeça se aplicará primeiro ao colo do útero. A posição é geralmente "Esquerdo Occipício Anterior" (LOA). Ocasionalmente, o bebê pode estar em "Direito Occipício Anterior" (ROA).

### Apresentação de face

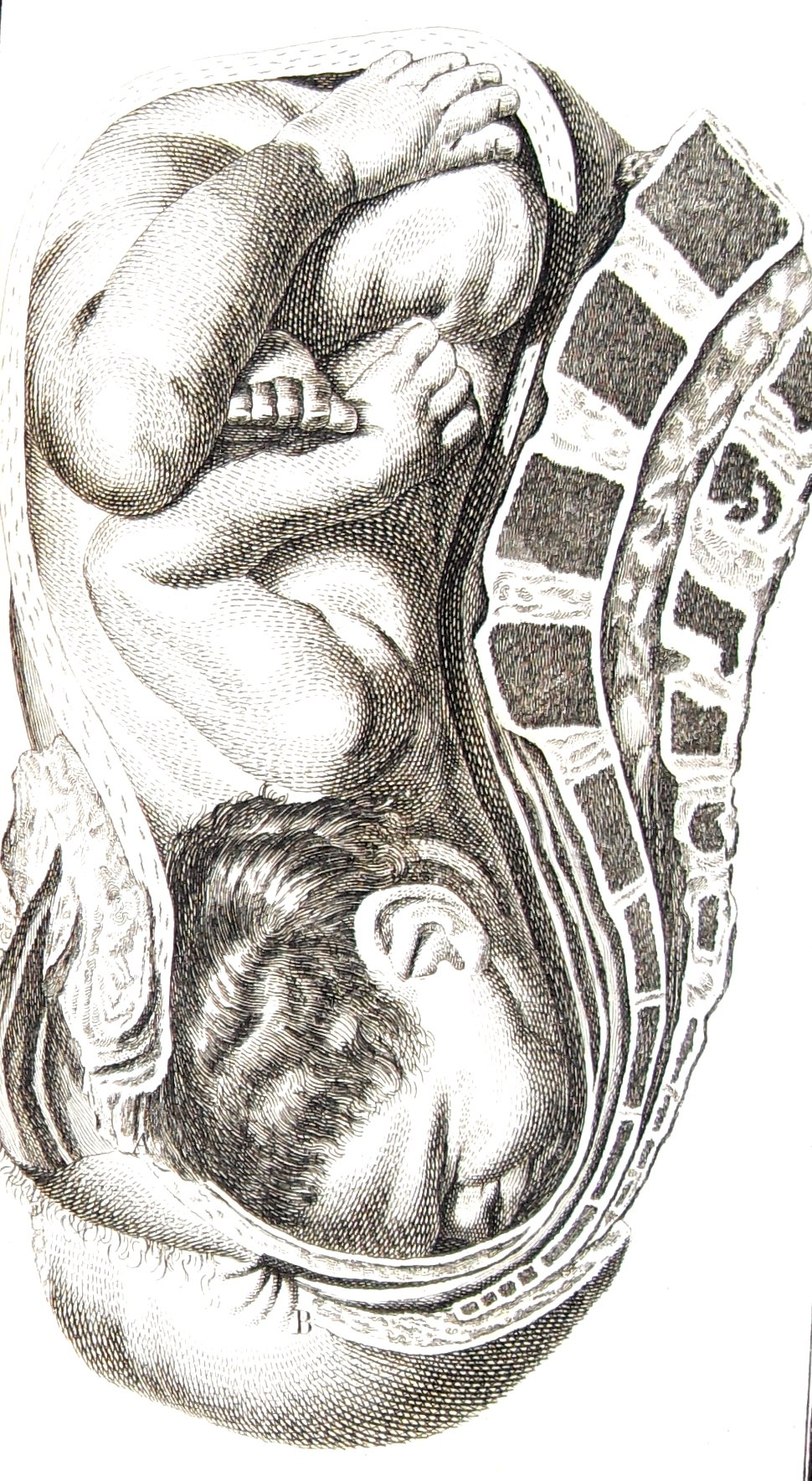
Uma apresentação de face mento-posterior, William Smellie, 1792

Fatores que predispõem à apresentação de face são prematuridade, macrossomia, anencefalia e outras malformações, desproporção céfalo-pélvica, e polidrâmnio. Em uma apresentação de face não complicada, a duração do trabalho de parto não é alterada. As perdas perinatais na apresentação de face ocorrem com versão e extração traumáticas e procedimentos com fórceps médios. Duff indica que a prevalência de apresentações de face é de cerca de 1/500–600, enquanto Benedetti et al. encontraram 1/1.250 partos a termo.
As apresentações de face são classificadas de acordo com a posição do queixo (mento):
- Esquerdo Mento-Anterior (LMA), Esquerdo Mento-Posterior (LMP), Esquerdo Mento-Transverso (LMT)
- Direito Mento-Anterior (RMA), Direito Mento-Posterior (RMP), Direito Mento-Transverso (RMT)

### Apresentação de testa
Enquanto alguns consideram a apresentação de testa como estágio intermediário para a apresentação de face, outros discordam. Bhal et al. indicaram que ambas as condições são aproximadamente igualmente comuns (1/994 face e 1/755 testa), e que a prematuridade foi mais comum com face, enquanto a pós-maturidade foi mais comum com testa.

## Razões da predominância
A morfologia piriforme (pêra) do útero foi apontada como a principal causa para o achado de que a maioria dos fetos únicos favorece a apresentação cefálica a termo. O fundo uterino é maior e, assim, o feto adapta sua posição de modo que o polo pélvico mais volumoso e móvel o ocupe, enquanto a cabeça se move para o lado oposto. Fatores que influenciam esse posicionamento incluem a idade gestacional (mais cedo na gestação as apresentações pélvicas são mais comuns, já que a cabeça é relativamente maior), tamanho da cabeça, malformações, quantidade de líquido amniótico, presença de gestações múltiplas, presença de tumores, entre outros.

## Diagnóstico
Geralmente, a realização das Manobras de Leopold demonstrará a apresentação e possivelmente a posição do feto. O exame por ultrassonografia fornece o diagnóstico preciso e pode indicar possíveis causas de uma apresentação anômala. No exame vaginal, a parte de apresentação do feto torna-se identificável após a ruptura da bolsa amniótica e a descida da cabeça na pelve.

## Conduta
Muitos fatores determinam a melhor forma de conduzir um parto. A apresentação vértice é a situação ideal para o parto vaginal, embora as posições occipício-posteriores tendam a progredir mais lentamente, muitas vezes exigindo intervenção com fórceps, extração a vácuo ou cesariana. Em um grande estudo, a maioria das apresentações de testa foram conduzidas por cesariana; no entanto, por causa da pós-maturidade, fatores além da dinâmica do trabalho de parto podem ter desempenhado um papel. A maioria das apresentações de face pode ser conduzida por via vaginal desde que o queixo esteja anterior; não há aumento na mortalidade fetal ou materna. Posições mento-posteriores não podem ser conduzidas por via vaginal na maioria dos casos (a menos que haja rotação) e são candidatas à cesariana no manejo contemporâneo.